# Anton Heida
Anton Heida (* 24. Dezember 1878 in Prag; † unbekannt) war ein US-amerikanischer Turner und fünffacher Olympiasieger.
Bei den Olympischen Sommerspielen 1904 in St. Louis war er mit fünf Gold- und einer Silbermedaille der erfolgreichste Sportler dieser Spiele. Er gewann die Einzelwettbewerbe im Einzelmehrkampf, im Pferdsprung (zusammen mit Landsmann George Eyser), am Reck (zusammen mit Landsmann Edward Hennig) und am Seitpferd. Als Mitglied der Turngemeinde Philadelphia in der Besetzung John Grieb, Anton Heida, Max Hess, Philipp Kassel, Julius Lenhart und Ernst Reckeweg holte er sich ebenfalls Gold im Mannschaftsmehrkampf. Am Barren gewann er hinter George Eyser die Silbermedaille.
Seine Siege wurden auch als nationale Titel gezählt. Er gewann bereits 1902 die nationale Meisterschaft im Pferdsprung.